# Dato Unsay
Datu Unsay es un municipio filipino de la provincia de Maguindánao.

## Barangayes
Datu Unsay se divide políticamente a 9 barangayes.
- Iganagampong
- Bulayan
- Macalag
- Maitumaig
- Meta
- Pamalian
- Panangeti
- Pikeg
- Tuntungan